# Zoltán Kósz
Zoltán Kósz (Budapest, 26 novembre 1967) è un ex pallanuotista ungherese, vincitore di una medaglia d'oro ai giochi olimpici di Sydney 2000.. Con il Vasas vinse due Coppe delle Coppe, quattro Coppe d'Ungheria, due campionati e una Supercoppa ungherese; con il Mladost ha invece alzato al cielo una Coppa di Croazia. Ha indossato anche le calottine del Ferencvaros e del Vasutas.